# Киевский поход Ярослава Всеволодовича
Киевский поход Ярослава Всеволодовича (1236) — успешная военная экспедиция новгородского князя Ярослава Всеволодовича на юг по овладению Киевом. 
При Всеволоде Большое Гнездо (1176—1212) суздальским князьям удавалось влиять на Киевское княжество, используя борьбу между смоленскими и черниговскими князьями за него, но после смерти Всеволода это влияние прекратилось. За более чем 60 лет поход был первым походом Юрьевичей на Киев, а последовавшее за ним киевское княжение Ярослава — первым киевским княжением Юрьевича.

## История
В 1235 году галицко-смоленская коалиция потерпела поражение от черниговско-половецкой, Владимир Рюрикович киевский попал в плен к половцам. Михаил Всеволодович стал галицким князем вместо Даниила Романовича, а киевским князем стал Изяслав. Освободившись из плена за откуп, уже весной 1236 года Владимир Рюрикович посылал чёрных клобуков в помощь Даниилу на Волынь.
По версии Татищева В.Н., поддержанной Горским А.А., Владимир Рюрикович и Даниил Романович пригласили на киевское княжение Ярослава Всеволодовича новгородского, ожидая дальнейшей борьбы за Киев и вместе с тем не чувствуя себя в силах выиграть её. В числе участников похода упомянуты 100 новоторжцев, а также 3 знатных новгородских боярина поимённо. Согласно Татищеву В. Н., в походе также участвовали кроме переяславской дружины войска Константиновичей; войска прошли по черниговским землям, разоряя их и взимая откупы с городов. По версии же Майорова А.В., Ярослав действовал как союзник Михаила, лишив его противников Киева в 1236 году и оставив ему Киев весной 1238 года (их последние столкновения имели место в 1231 году, а в 1233 году планировалась свадьба Фёдора Ярославича и дочери Михаила Всеволодовича Евфросинии). В Новгороде представителем был оставлен 16-летний сын Ярослава Александр. В поздней Никоновской летописи поход Ярослава на юг и вовсе объединён с захватом Киева Михаилом и Изяславом, после чего в Киеве остался княжить Изяслав, а Ярослав вернулся в Новгород, и оттуда (а не из Киева) приехал во Владимир весной 1238 года после гибели Юрия на Сити.
После занятия Киева новгородцы и новоторжцы были отпущены Ярославом домой спустя 1 неделю.
Летом 1236 года монголы на первой стадии своего западного похода разгромили Волжскую Булгарию, беженцев принял старший брат Ярослава, великий князь владимирский Юрий Всеволодович, и разместил в городах по р.Волге.
Осенью 1236 года Михаил предпринял масштабное наступление на Волынь. Оно закончилось провалом, что позволило Даниилу перехватить стратегическую инициативу, отбить Перемышль и заключить мир осенью 1237 года.
Ярослав княжил в Киеве до весны 1238 года, когда узнал о гибели на р.Сити Юрия Всеволодовича и ушёл во Владимир, после чего Киев занял Михаил Всеволодович. Горский А. А. вслед за Карамзиным Н. М. придерживается мнения, что зимой 1239/40 годов Ярослав предпринял новый поход на юг, когда захватил в Каменце семью Михаила, а киевское княжение ненадолго занял Ростислав Мстиславич из смоленских Ростиславичей. По версии же Грушевского М. С., поддержанной Майоровым А. В., семья Михаила была захвачена Ярославом Ингваревичем, подручником Даниила. Затем Ярослав после вмешательства Даниила отпустил пленников. Михаил получил от Даниила в кормление Луцк, его союзник Изяслав (возможно) — Каменец.